# Euchromius anapiellus
Euchromius anapiellus är en fjärilsart som beskrevs av Philipp Christoph Zeller 1847. Euchromius anapiellus ingår i släktet Euchromius och familjen Crambidae. Inga underarter finns listade i Catalogue of Life.